# Tot està il·luminat
Tot està il·luminat (títol original: Everything Is Illuminated) és una pel·lícula estatunidenca de Liev Schreiber, estrenada l'any 2005. És una adaptació de la novel·la homònima de Jonathan Safran Foer, apareguda l'any 2002. Ha estat doblada al català.

## Argument
Jonathan Safrà Foer és un col·leccionista de memòria: fotos, mapes, dentadures, mans brutes… Tots els objectes que col·lecciona són segellats en bosses i penjats en una paret. A la vigília de la mort de la seva àvia, aquesta li confia una foto per a "la seva col·lecció"...aquesta foto antiga representa el seu avi acompanyat d'una jove ucraïnesa del temps de la Segona Guerra Mundial.
Així comença l'aventura de Jonathan Foer, un jove jueu dels Estats Units, que va a Ucraïna a la recerca d'Agustina, la dona que va salvar el seu avi Safran dels nazis l'any 1942. Es guiat per Alex i el seu avi, que ajuda regularment jueus a trobar els seus avantpassats. Acaben per trobar la germana d'Agustina que els conta la història de Safran. Agustina estava embarassada, i Safran era el pare. Havia marxat als Estats Units per trobar un lloc per a ells, i Agustina va ser morta per alemanys una setmana després de la seva marxa.
Arran d'aquest viatge, l'avi recorda el seu passat: era jueu, i després d'haver escapat a la mort per un escamot d'execució durant la Segona Guerra Mundial, decideix no considerar-se més com a jueu. Es suïcida en el camí de tornada.

## Repartiment
- Elijah Wood: Jonathan Safrà Foer
- Eugene Hütz: Alex
- Boris Leskin: l'avi
- Laryssa Lauret: Lista
- Zuzana Hodkova: la mare d'Alex
- Elias Bauer: el pastor
- Lemeshev: un membre del grup de música
- Pamela Racine: el bateria del grup de música

## Al voltant de la pel·lícula
- Encara que té lloc a Ucraïna, el film ha estat rodat a la República Txeca i la llengua parlada és principalment l'anglès.
- Premis: Liev Schreiber va guanyar el premi de la Llanterna màgica a la Mostra de Venècia.
- Música: La música del film Everything Is Illuminated comprèn diverses composicions, entre les quals les d'un grup de ska rus Leningrad i de Gogol Bordello, el cantant del qual Eugene Hütz fa el paper d'Alex al film. El single de DeVotchKa, How It Ends, que es pot sentir al tràiler, no figura al film.